# Weyerhaeuser
Weyerhaeuser est une entreprise américaine du secteur de l'industrie papetière. Son activité principale est la gestion foncière de forêt.

## Histoire

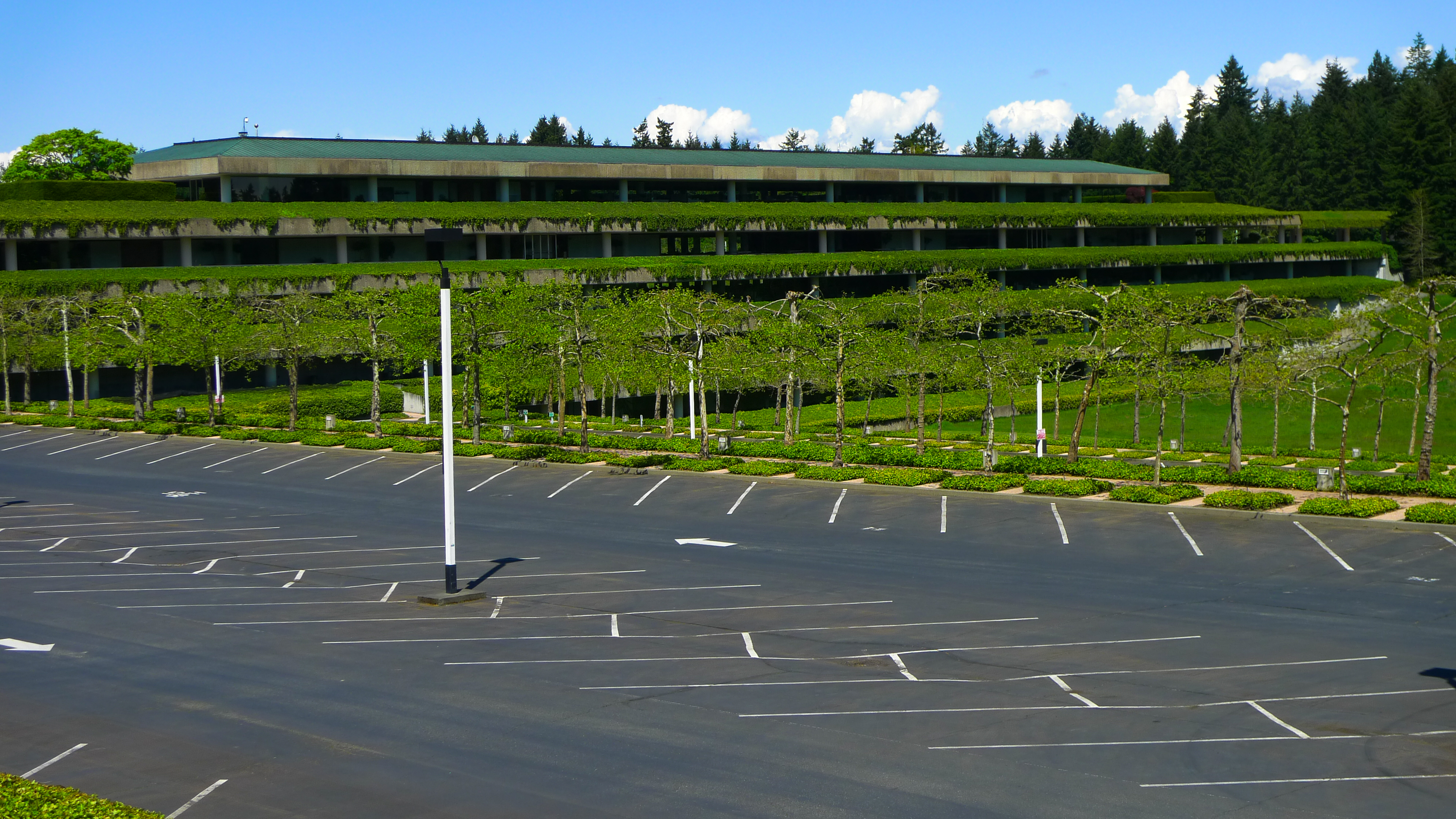
Siège de Weyerhaeuser à Federal Way (États-Unis)

En 1999, Weyerhaeuser acquiert pour 2,45 milliards de dollars MacMillan Bloedel, une entreprise papetière présente dans l'ouest du Canada ayant 9 500 employés quand Weyerhaeuser en a 35 000, à ce moment,.
En novembre 2000, Weyerhaeuser annonce l'acquisition Willamette Industries pour 5,3 milliards de dollars, après de long mois de discussions Willamette Industries accepte cette offre en janvier 2002.
En 2005, le géant américain du bois, qui a son siège dans l'État de Washington, et qui emploie 60.000 personnes à travers le monde, annonce qu'il vend à la société espagnole Finsa (Financiera Maderera SA) ses deux usines de panneaux Mediland et Darbo, respectivement situées à Morcenx et à Linxe (Landes), et quitte la France,.
En 2006, Weyerhaeuser fusionne ses activités de fabrication de papier avec l'entreprise québécoise Domtar, dans une transaction d'une valeur de 3,3 milliards de dollars. À la suite de cela Weyerhaeuser vend sa participation de 55 % dans le nouvel ensemble pour 1,35 milliard de dollars, double opération qui lui permet de réduire l'impact fiscale de cette vente.
En mars 2008, Weyerhaeuser vend ses activités d'emballages, qui comprend 14 300 employés, à International Paper pour 6 milliards de dollars.
En juin 2013, Weyerhaeuser acquiert Longview Timber pour 2,65 milliards de dollars, acquérant ainsi 645 000 acres de forêts dans les États de l'Oregon et de Washington,.
En novembre 2013, TRI Pointe Homes annonce l'acquisition des activités de constructions de maisons de Weyerhaeuser pour 2,7 milliards de dollars,.
En novembre 2015, Weyerhaeuser acquiert pour 23 milliards de dollars Plum Creek Timber, également une entreprise de gestion foncière pour la sylviculture. Le nouvel ensemble gardera le nom de Weyerhaeuser et gèrera 13 millions d'acres de forêts, Weyerhaeuser et Plum Creek Timber gérant respectivement 6,9 et 6,2 millions d'acres de forêts. En mai 2016, International Paper annonce l'acquisition pour 2,2 milliards de dollars de l'activité papetière de Weyerhaeuser.